# Ślepowola
Ślepowola – wieś w Polsce położona w województwie mazowieckim, w powiecie grójeckim, w gminie Mogielnica.
Wieś szlachecka Ślepa Wola położona była w drugiej połowie XVI wieku w powiecie bielskim ziemi rawskiej województwa rawskiego. W latach 1975–1998 miejscowość administracyjnie należała do województwa radomskiego.
We wsi znajduje się dawny przystanek kolejowy Ślepowola na linii Kolei Grójeckiej, który od 1920 do 1945 roku obsługiwał rozkładowy ruch pasażerski.

## Dwór
W miejscowości znajduje się parterowy dwór z połowy XVIII w. kryty czterospadowym dachem mansardowym z lukarnami. Od frontu piętrowy ryzalit zwieńczony trójkątnym frontonem z kartuszem zawierającym herb Trąby Stefana Grobickiego i rok MCMXVII (1917).

Herb Trąby Stefana Grobickiego